# 덴버 너기츠
덴버 너기츠(영어: Denver Nuggets)는 미국 콜로라도주 덴버를 연고로하는 NBA 서부 콘퍼런스 노스웨스트 디비전 소속으로 프로 농구 팀이다. 1949~1950 시즌 한 시즌을 뛰며 11승 51패를 기록한 NBA 원년 팀 덴버 너기츠와는 다른 팀으로, 1967년에 ABA 소속의 덴버 로키츠(영어: Denver Rockets)라는 이름으로 창단했다.
1974년 NBA 가입을 결정한 후 휴스턴 로키츠와의 혼동을 피하기 위해 팀의 새로운 이름을 공모했으며, 너기츠(Nuggets)라는 이름이 선택되어 덴버 너기츠로 팀명을 바꿨다. 팀명을 바꾼 후 ABA에서 치른 1974~1975 시즌엔 디비전 우승을 하고 1975~1976 시즌엔 파이널에 진출하여 성공적인 두 시즌을 보냈다. 1976년 ABA와 NBA가 합병됨에 따라 뉴욕 네츠, 샌안토니오 스퍼스, 인디애나 페이서스와 함께 NBA에 합류했으며, NBA에 합류한 후 치른 두 시즌에서 디비전 우승을 차지하며 성공적으로 NBA에 정착했다.
2003년 드래프트에서 지명한 카멜로 앤서니를 필두로 우승권을 노릴만한 강팀으로 자리매김했다. 하지만 우승에는 실패하고 2010년에 앤서니는 뉴욕 닉스로 이적한다. 2010년대에는 각각 2014년 NBA 신인 드래프트에서 세르비아의 센터 니콜라 요키치와 2016년 NBA 신인 드래프트에서 가드 자말 머레이를 지명해 팀의 새로운 주축을 구축했다.

## 역대 홈경기장

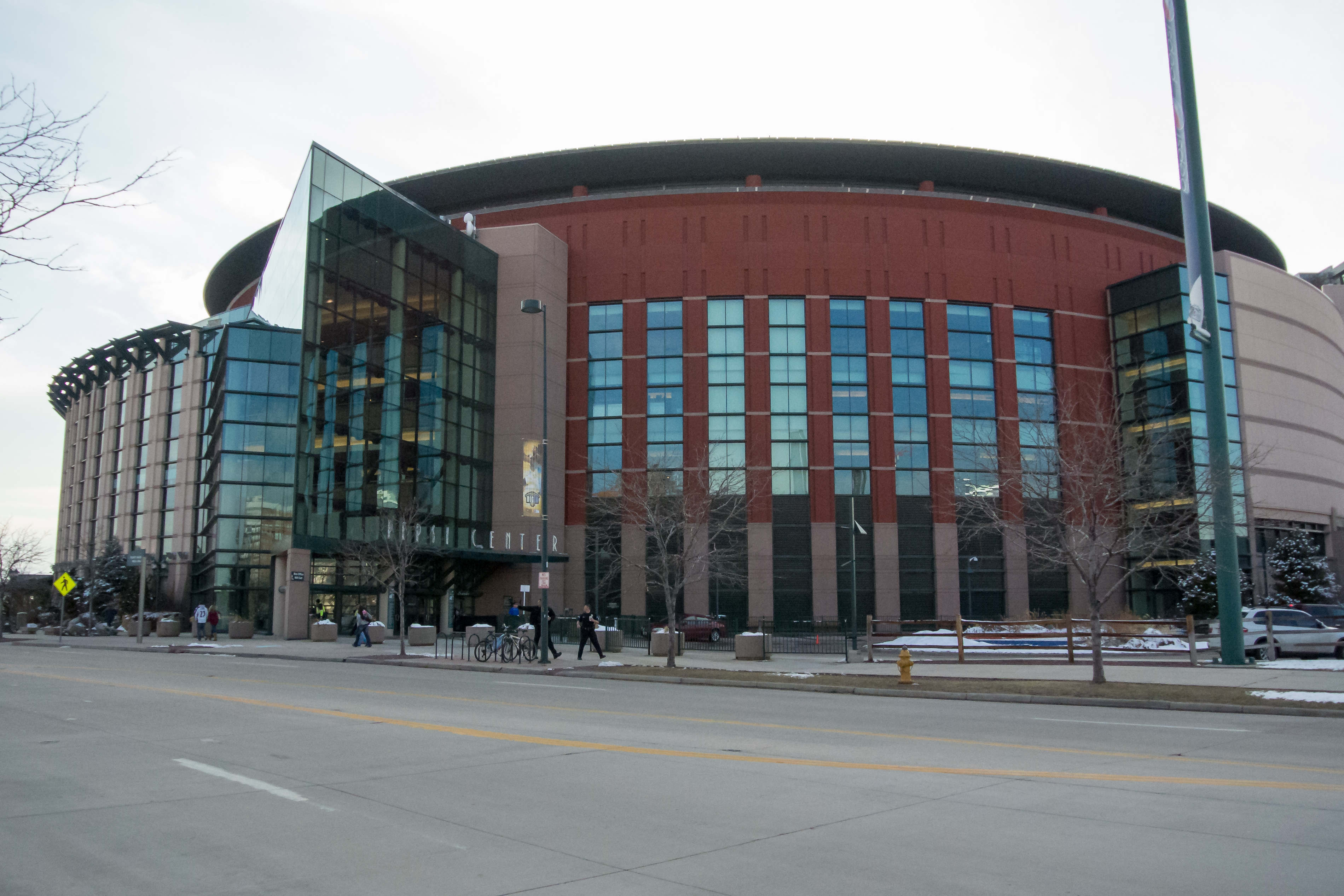
덴버 너기츠의 홈경기장인 경기장 볼 아레나

| 경기장                  | 사용기간      | 수용인원 | 장소            | 비고                      |
| ----------------------- | ------------- | -------- | --------------- | ------------------------- |
| 덴버 로키츠/덴버 너기츠 |               |          |                 |                           |
| 덴버 오디토리움 아레나  | 1967년~1975년 | 6,841명  | 콜로라도주 덴버 | 빈칸                      |
| 덴버 로키츠             |               |          |                 |                           |
| 덴버 콜리시엄           | 1967년~1970년 | 9,000명  | 콜로라도주 덴버 | 제2홈경기장               |
| 덴버 너기츠             |               |          |                 |                           |
| 맥니콜스 스포츠 아레나  | 1975년~1999년 | 17,171명 | 콜로라도주 덴버 | 빈칸                      |
| 볼 아레나               | 1999년~현재   | 19,520명 | 콜로라도주 덴버 | 펩시 센터 (1999년~2020년) |

## 영구 결번
| 번호        | 이름            | 포지션 | 활동 기간     | 비고                                     |
| ----------- | --------------- | ------ | ------------- | ---------------------------------------- |
| 덴버 너기츠 |                 |        |               |                                          |
| 2           | 알렉스 잉글리쉬 | 포워드 | 1980년~1990년 | 빈칸                                     |
| 6           | 빌 러셀         | 센터   | 빈칸          | NBA 최초로 전 구단 영구결번됨.           |
| 12          | 팻 레버         | 가드   | 1984년~1990년 | 빈칸                                     |
| 33          | 데이비드 톰슨   | 포워드 | 1975년~1982년 | 빈칸                                     |
| 40          | 바이런 벡       | 센터   | 1967년~1977년 | 빈칸                                     |
| 44          | 댄 아이즐       | 센터   | 1975년~1985년 | 1992년~1995년 감독 1999년~2001년 감독    |
| 55          | 디켐베 무톰보   | 센터   | 1991년~1996년 | 빈칸                                     |
| 432         | 더그 모         | 빈칸   | 1981년~1990년 | 전 감독 덴버 너기츠에서 기록한 승수이다. |